# ナターシャ・クルスマノビッチ
ナタシャ・クルスマノヴィッチ（セルビア語: Наташа Крсмановић、1985年6月19日 - ）は、セルビアの女子バレーボール選手。ウジツェ（当時はユーゴスラビア社会主義連邦共和国）出身。ポジションはミドルブロッカー。元セルビア代表。

## 来歴
セルビア・モンテネグロ代表のミドルブロッカーとして2006年世界選手権にレギュラーで出場し、全選手中11位に入るなど銅メダル獲得に大きく貢献した。2007年の欧州選手権でも準優勝に貢献するが、年末のワールドカップは辞退した。
2008年の北京オリンピック世界最終予選でセルビア初の五輪出場の切符を獲得し、同年北京オリンピックに出場した。
2011年のヨーロッパリーグで同国を3連覇へ導き、自国開催となった同年9月の欧州選手権では念願の初優勝を果たした。2012年、ロンドンオリンピックに出場した。2013年、ワールドグランプリでは銅メダルを獲得した。

## 球歴
- ナショナルチーム
  - オリンピック - 2008年（5位）、2012年（11位）
  - 世界選手権 - 2006年（3位）、2010年（8位）
  - 欧州選手権 - 2007年（準優勝）、2009年（7位）、2011年（優勝）、2013年（4位）
  - ワールドカップ - 2011年（7位）
  - ワールドグランプリ - 2011年（3位）、2013年（3位）
- クラブチーム
  - 欧州チャンピンズリーグ - 2011年 (準優勝)
  - 世界クラブ選手権 - 2011年 (優勝)
  - 欧州チャンピンズリーグ - 2013年 (準優勝)

## 受賞歴
- 2011年 ヨーロッパリーグ ベストブロッカー賞
- 2013年 ヨーロッパチャンピオンズリーグ ベストブロッカー賞

## 所属クラブ
- OK Jedinstvo （2001-2004年）
- ヴォレロ・チューリヒ （2004-2008年）
- ガラタサライ（2008-2010年）
- ラビタ・バクー（2010-2015年）
- 北京汽車女排（2015年）
- イル・ビゾンテ・フィレンツェ（2015-2016年）
- ウラロチカ・エカテリンブルク（2016-2017年）
- Seramiksan SK（2017年）
- CSMヴォレイ・アルバ・ブラジ（2017-2018年）
- エジザージュバシュ（2018年）
- OK Tent（2018-2019年）